# Amblystegium aduncum
Amblystegium aduncum là một loài rêu trong họ Amblystegiaceae. Loài này được Hedw. De Not. mô tả khoa học đầu tiên năm 1867.